# 혼화재
혼화재는 콘크리트의 성질 개량을 위해 쓰이는 혼화 재료로, 포틀랜드 시멘트에 추가하거나 치환하여 사용하는 것이다. 혼화제와는 다르다.

## 종류
혼화재의 종류는 플라이애쉬, 고로슬래그, 실리카퓸, 천연 포졸란이 있다.

### 플라이애쉬
토목구조물에서 가장 널리 사용되는 포졸란 재료이다. 석탄 산업의 부산물이다. 구성성분은 실리카(SiO2), 알루미나(Al2O3), 산화철(Fe2O3), 석회(CaO)이다. 플라이애쉬는 콘크리트의 작업성 향상, 수화작용을 연장시켜 더 높은 강도발현, 공극률 감소에 기여한다.
- 소요 배합수량 저감
- 공기량 줄임
- 수화열 감소
- 응결시간 증가, 강도발현 속도 감소
- 높은 치환율로 사용 시 건조수축 증가
- 투과성, 흡습성 감소(내황산염 증가)
- 알칼리 골재 반응 감소, 내구성 향상[3]

### 고로슬래그
고로슬래그는 용광로에서 철을 만드는 과정에서 생기는 부산물이다. 슬래그를 넣은 시멘트는 비중이 2.85-2.95가 된다.
- 작업성 향상
- 응결시간 증가
- 높은 치환율로 사용 시 건조수축 증가
- 투과성, 흡습성 감소(내황산염 증가)
- 알칼리 골재 반응 감소

### 실리카퓸
실리카퓸은 실리콘 금속 또는 페로실리콘 합금을 만드는 과정에서 생기는 부산물이다. 콘크리트에 실리카퓸을 사용하면 매우 높은 강도와 내구성을 부여할 수 있다. 주성분은 이산화규소(SiO2)이다. 실리카퓸은 매우 미세한 입자로, 표면적이 크고 이산화규소(SiO2) 함유량이 높아서 매우 반응성이 크다. 실리카퓸은 고강도 콘크리트 제조 외에도 제설제나 해수 염분으로 인한 콘크리트 부식을 방지하는 데도 쓰인다. 실리카퓸 콘크리트는 단위수량이 작아 염소이온 침투에 대한 저항성이 매우 크다.
- 소요 배합수량 증가
- 공기량 줄임
- 작업성 저하
- 건조수축 감소
- 투과성, 흡습성 대폭 감소(내황산염 증가)
- 알칼리 골재 반응 감소

### 천연 포졸란
천연 포졸란은 미세한 화산재와 같은 재료로, 실리카질 및 알루미나질 물질로 그 자체로는 결합성이 거의 없지만 수분을 만나면 상온에서 수산화칼슘과 화학반응하여 접합성을 가진 화합물을 만들게 된다.
- 응결시간 증가
- 투과성, 흡습성 감소(내황산염 증가)
- 알칼리 골재 반응 감소

## 참고 문헌
- Michael S. Mamlouk; John P. Zaniewski (2016). 《실험과 함께하는 건설재료학》. 동화기술. ISBN 9788942590896.